# Stenochironomus ancudensis
Stenochironomus ancudensis är en tvåvingeart som först beskrevs av Edwards 1931.  Stenochironomus ancudensis ingår i släktet Stenochironomus och familjen fjädermyggor. Inga underarter finns listade i Catalogue of Life.